# Lincoln Red Imps Football Club
O Lincoln Red Imps Football Club é um clube de futebol de Gibraltar. Disputa o Campeonato Gibraltino e divide o Victoria Stadium com todas as outras equipes do campeonato. Foi a primeira equipe de Gibraltar a disputar uma edição da Liga dos Campeões da UEFA após conquistar o campeonato nacional na temporada 2013–14, após Gibraltar ser aceita como nova associação da UEFA.
Trata-se da equipe com o maior número de títulos na história do Campeonato Gibraltino de Futebol. Além disso, é detentor do maior número de títulos em sequência. Com 33 títulos, quinze a mais que o Prince of Wales, o clube vencia a competição todos os anos desde a temporada 2002/03 mas em 2016-17 essa sequência foi interrompida, ao total soma 93 títulos pelo futebol, porém sem nenhum título internacional. 
Seu maior rival é o Europa FC, onde fazem o clássico mais antigo de Gibraltar

## Títulos
| NACIONAIS | NACIONAIS                        | NACIONAIS | NACIONAIS |
|           | Competição                       | Títulos   | Temporadas |
| --------- | -------------------------------- | --------- | --- |
|           | Campeonato Gibraltino de Futebol | 29        | 1927, 1985, 1986, 1989, 1990, 1991, 1992, 1993, 1994, 2001, 2003, 2004, 2005, 2006, 2007, 2008, 2009, 2010, 2011, 2012, 2013, 2014, 2015, 2016, 2018, 2019, 2021, 2022, 2023 e 2024 |
|           | Copa de Gibraltar                | 22        | 1927, 1941, 1986, 1989, 1990, 1993, 1994 , 2002, 2004, 2005, 2006, 2007, 2008, 2009, 2010, 2011, 2014, 2015, 2016, 2021, 2022 e 2024                                                |
|           | Supercopa de Gibraltar           | 14        | 2001, 2002, 2004, 2007, 2008, 2009, 2010, 2011, 2014, 2015, 2017, 2018, 2019 e 2020                                                                                                 |
|           | Copa da Liga Gibraltina          | 18        | 1987, 1988, 1989, 1990, 1991, 1992, 1993, 2000, 2002, 2003, 2004, 2005, 2006, 2007, 2008, 2011, 2012 e 2014                                                                         |
|           | Copa da Primeira Divisão         | 3         | 2013-14, 2014-15 e 2015-16 |

## Elenco atual
Nota: Bandeiras indicam equipe nacional, conforme definido pelas regras de elegibilidade da FIFA. Os jogadores podem ter mais de uma nacionalidade não-FIFA.
| N.º |           | Posição | Jogador            |
| --- | --------- | ------- | ------------------ |
|     | Espanha   | G       | Raul Navas         |
|     | Gibraltar | G       | Dayle Coeling      |
|     | Gibraltar | D       | Mark Ballester     |
|     | Gibraltar | D       | Ryan Casciaro      |
|     | Gibraltar | D       | Roy Chipolina      |
|     | Gibraltar | D       | Tarik Chrayeh      |
|     | Gibraltar | D       | Neal Medina        |
|     | Gibraltar | D       | Jean Carlos Garcia |
|     | Gibraltar | D       | Sean Lopez         |
|     | Gibraltar | D       | Lee Graham         |
|     | Gibraltar | D       | Mark Moxham        |
|     | Gibraltar | D       | Lee Desoiza        |
|     | Gibraltar | M       | Daniel Duarte      |
|     | Gibraltar | M       | Brian Perez        |
|     | Gibraltar | M       | Kyle Casciaro      |
|     | Gibraltar | M       | Robert Guilling    |
|     | Gibraltar | M       | Adolf Anes         |

| N.º |           | Posição | Jogador          |
| --- | --------- | ------- | ---------------- |
|     | Gibraltar | M       | Sean Duarte      |
|     | Gibraltar | M       | Aaron Payas      |
|     | Gibraltar | M       | Joseph Chipolina |
|     | Gibraltar | M       | Liam Clarke      |
|     | Gibraltar | M       | Alain Pons       |
|     | Gibraltar | M       | Alan Parker      |
|     | Gibraltar | M       | Mark Casciaro    |
|     | Gibraltar | M       | Giovani Villa    |
|     | Gibraltar | M       | Nathan Green     |
|     | Gibraltar | M       | Gary Bones       |
|     | Gibraltar | A       | Lee Casciaro     |
|     | Gibraltar | A       | Lee Muscat       |
|     | Gibraltar | A       | Graham Alvez     |
|     | Gibraltar | A       | John-Paul Duarte |
|     | Gibraltar | A       | George Cabreras  |
|     | Gibraltar | A       | Mikey Yome       |
|     | Gibraltar | A       | Philip Davitt    |